# Kanton Saint-Laurent-de-la-Salanque
Kanton Saint-Laurent-de-la-Salanque (fr. Canton de Saint-Laurent-de-la-Salanque) je francouzský kanton v departementu Pyrénées-Orientales v regionu Languedoc-Roussillon. Skládá se z pěti obcí.

## Obce kantonu
- Le Barcarès
- Claira
- Saint-Hippolyte
- Saint-Laurent-de-la-Salanque
- Torreilles